# Dai-ichi Life
Dai-ichi Life Insurance Company, Limited (第一生命保険株式会社 Dai-ichi Seimei Hoken Kabushiki-kaisha) eller Dai-ichi Life er et japansk livsforsikringsselskab.
Det blev etableret 15. september 1902.